# オルト酸
オルト酸（オルトさん、Ortho acid）は、一式のオキソ酸の中で最もヒドロキシル化された酸（オルトリン酸など）である。一般に、元素が複数のオキソ酸を形成できる時、これらは「オルト-」、「メタ-」または「ピロ酸」と呼ばれ、オルト酸がこれら3つの中で最もヒドロキシル化されている。
有機オルト酸は、一般構造RC(OH)3を持つヒドロキシル化されたカルボン酸という共通点がある。オルト炭酸（C(OH)4）は一般的にこの一員であると考えられる。これらの化合物は不安定である。しかしながら、それらの対応するオルトエステル（RC(OR’)3）はまあまあの安定性を持ち、豊富な化学的知識が集積されている。相当する窒素化合物（有機オルト酸の酸素を窒素に置き換えたもの）も仮説上の存在に過ぎず、グアニジンが最も近い実在のアナログである。